# Comuna Ivankî, Lîpoveț
Ivankî (în ucraineană Іваньки) este o comună în raionul Lîpoveț, regiunea Vinnița, Ucraina, formată din satele Ivankî (reședința) și Pisociîn.

## Demografie
Componența lingvistică a satului Ivankî
     Ucraineană (99,84%)
     Alte limbi (0,16%)
Conform recensământului din 2001, majoritatea populației satului Ivankî era vorbitoare de ucraineană (99,84%), existând în minoritate și vorbitori de alte limbi.